# Kanton Oloron-Sainte-Marie-Ouest
Der Kanton Oloron-Sainte-Marie-Ouest war von 1790 bis 2015 ein französischer Wahlkreis im Arrondissement Oloron-Sainte-Marie im Département Pyrénées-Atlantiques und in der Region Aquitanien; sein Hauptort war Oloron-Sainte-Marie.

## Gemeinden
Der Kanton bestand aus zehn Gemeinden und einem Teil von Oloron-Sainte-Marie (angegeben ist die Gesamteinwohnerzahl).
| Gemeinde            | Einwohner Jahr | Fläche km² | Bevölkerungsdichte | Postleitzahl | Code INSEE |
| ------------------- | -------------- | ---------- | ------------------ | ------------ | ---------- |
| Agnos               | 929 (2013)     | –          | – Einw./km²        | 64400        | 64007      |
| Aren                | 250 (2013)     | –          | – Einw./km²        | 64400        | 64039      |
| Asasp-Arros         | 489 (2013)     | –          | – Einw./km²        | 64660        | 64064      |
| Esquiule            | 539 (2013)     | –          | – Einw./km²        | 64400        | 64217      |
| Géronce             | 441 (2013)     | –          | – Einw./km²        | 64400        | 64241      |
| Geüs-d’Oloron       | 239 (2013)     | –          | – Einw./km²        | 64400        | 64244      |
| Gurmençon           | 838 (2013)     | –          | – Einw./km²        | 64400        | 64252      |
| Moumour             | 844 (2013)     | –          | – Einw./km²        | 64400        | 64409      |
| Oloron-Sainte-Marie | 10794 (2013)   | –          | – Einw./km²        | 64400        | 64422      |
| Orin                | 236 (2013)     | –          | – Einw./km²        | 64400        | 64426      |
| Saint-Goin          | 221 (2013)     | –          | – Einw./km²        | 64400        | 64481      |